# Parafia Miłosierdzia Bożego w Szczecinie
Parafia pod wezwaniem Miłosierdzia Bożego w Szczecinie – parafia rzymskokatolicka należąca do dekanatu Szczecin-Żelechowo, archidiecezji szczecińsko-kamieńskiej, metropolii szczecińsko-kamieńskiej. Została erygowana w 1985. Siedziba parafii mieści się w Szczecinie przy ulicy Przyjaciół Żołnierza.

## Kościół parafialny
Kościół pw. Miłosierdzia Bożego w Szczecinie